# 鬼談百景
『鬼談百景』（きだんひゃっけい）は、小野不由美が2012年に発表したホラー小説。
『残穢 -住んではいけない部屋-』の前史に当たる作品。いわゆる百物語の体裁を取っており、『残穢』が100話目に当たる。

## 映画
2016年公開の日本映画。本作では原作中の99話のうち10話を映像化した形となっている。
2016年1月23日に東京・テアトル新宿で1回限りの劇場公開が行われた。

### キャスト
「追い越し」
- 岡山天音
- 藤本泉
- 森崎ウィン
- 吉倉あおい
- 長井短

「影男」
- 根岸季衣
- 山田キヌヲ
- 伊勢田隆弘

「尾けてくる」
- 久保田紗友
- 田村泰二郎
- 眼鏡太郎
- 星藍璃
- 梅澤春代

「一緒に見ていた」
- 淵上泰史
- 屋敷紘子
- 重松隆志
- 中原和宏
- 緒沢あかり
- 近藤笑菜
- Naumi.
- 小畑はづき
- 大田優介

「赤い女」
- 高田里穂
- 加弥乃
- 比嘉梨乃
- 石川絢子
- 和地つかさ
- 屋敷紘子
- 松村こりさ
- 高橋由佳
- 大田優介
- 近藤笑菜
- 小畑はづき

「空きチャンネル」
- 髙尾勇次
- 石賀和輝
- 谷井優貴
- 佐々木幸子
- 小野孝弘
- 新平真里亜
- 中野渡大土

「どこの子」
- 小野孝弘
- 野村修一
- 江森咲輝

「続きをしよう」
- 石井蓮
- 酒井天満
- 安藤千織
- 北原十希明
- 三澤和歩
- 正垣那々花
- 矢口凛花
- 大藤瑛史
- 江口奏太

「どろぼう」
- 萩原みのり
- 小橋めぐみ
- 西田薫
- 忠海蓉子

「密閉」
- 三浦透子
- 細川佳央
- 西山真来

### スタッフ
- 監督：中村義洋「追い越し」、白石晃士「密閉」、安里麻里「影男」「尾けてくる」、岩澤宏樹「空きチャンネル」「どこの子」、大畑創「一緒に見ていた」「赤い女」、内藤瑛亮「続きをしよう」「どろぼう」
- 原作：小野不由美
- 脚本：鈴木謙一「追い越し」、白石晃士「密閉」、安里麻里「影男」「尾けてくる」、岩澤宏樹「空きチャンネル」「どこの子」、大畑創「一緒に見ていた」「赤い女」、内藤瑛亮「続きをしよう」「どろぼう」
- 製作：松井智、小松賢志
- 企画：永田芳弘
- プロデューサー：姫田伸也、田坂公章、楢本皓、小田泰之
- アソシエイトプロデューサー：植野亮、川原伸一
- ナレーション：竹内結子
- 「追い越し」脚本/ナレーション監修：鈴木謙一
- メインテーマ：安川午朗
- 製作：「鬼談百景」製作委員会
- 企画・製作幹事：ハピネット
- 配給・制作協力：日本出版販売
- 企画協力：KADOKAWA
- 制作プロダクション：Studio View、アムモ98